# Microchironomus lendli
Microchironomus lendli är en tvåvingeart som först beskrevs av Jean-Jacques Kieffer 1918.  Microchironomus lendli ingår i släktet Microchironomus och familjen fjädermyggor. Inga underarter finns listade i Catalogue of Life.